# خورخه ریبیرو
خورخه ریبیرو (انگلیسی: Jorge Ribeiro؛ زادهٔ ۹ نوامبر ۱۹۸۱) بازیکن فوتبال اهل پرتغال است.
از باشگاه‌هایی که در آن بازی کرده‌است می‌توان به باشگاه فوتبال بوآویشتا، باشگاه فوتبال سانتا کلارا، باشگاه فوتبال مالاگا، باشگاه فوتبال بنفیکا، باشگاه فوتبال دینامو مسکو، باشگاه فوتبال ویتوریا گیماریش، باشگاه ورزشی آوش، باشگاه فوتبال ژیل ویسنته، باشگاه فوتبال وارزیم، و باشگاه فوتبال گرانادا اشاره کرد.
وی همچنین در تیم‌های ملی فوتبال زیر ۲۰ سال پرتغال، زیر ۲۱ سال پرتغال، و پرتغال بازی کرده‌است.